# Mireille Bertrand
Mireille Bertrand, née le 15 novembre 1941 à Lyon, est une femme politique française.

## Biographie
Fille d'un militant communiste, ancien des brigades internationales, résistant, exécuté en 1944, Mireille Bertrand naît dans un milieu familial gagné par les idéaux communistes. Elle adhère elle-même aux jeunesses communistes à l'âge de 15 ans, puis au parti communiste en 1959. Dès son entrée dans la vie active, en 1959, après un diplôme de l'école technique lyonnaise de chimie-dessin industriel, elle participe à des mobilisations politiques et syndicales qui lui valent un licenciement. Elle finit par devenir salariée du comité d'entreprise de Berliet.
En 1960, elle épouse Jacques Commaret, instituteur, et lui-même militant communiste, futur maire-adjoint de Vaulx-en-Velin (il divorceront une dizaine d'années plus tard).
Elle fit dans les années 1960 une carrière rapide au sein de l'appareil du parti : entrée au comité fédéral du Rhône en 1962, elle est promue au bureau fédéral en 1965, puis au secrétariat fédéral en 1968. Bien qu'elle soit à ce moment-là chargée des organisations de masse et de la jeunesse, elle peine à trouver une place pour les communistes lyonnais dans le mouvement de mai 68.
En 1970, elle entre au comité central, puis, en 1972, au bureau politique. Elle quitte alors Lyon pour l'Essonne, où elle rencontre et épouse l'architecte Jean-Maur Lyonnet.
À partir de 1976, cependant, ses relations avec la direction du Parti deviennent tendues. Ses positions assez modernistes s'opposent à celles de Georges Marchais, notamment sur la question des droits des femmes. Elle est maintenue, mais marginalisée, au sein du Bureau politique. En 1979, elle est plutôt sceptique sur la rupture de l'union de la gauche, alors que les discussions sur l'actualisation du Programme commun, auxquelles elle participait, étaient en bonne voie. Bien que sa promotion au secrétariat national soit évoquée, on lui préfère Gisèle Moreau, ce que Mireille Bertrand interprétera comme une forme de misogynie, car elle était enceinte de son quatrième enfant au moment du congrès.
Restée au Bureau politique, elle ne parvient pas à se faire entendre et voit ses prérogatives et ses moyens d'actions réduits d'année en année. En 1987, elle ne renouvelle pas sa candidature dans les instances nationales du parti. Elle finit par le quitter en 1991.
Comme beaucoup de responsables communistes, Mireille Bertrand a privilégié son intervention dans l'appareil du parti aux mandats électifs. Elle fut à plusieurs reprises candidate à des élections (législatives dans le Rhône en 1967 et 1968, dans l'Essonne en 1978) sans être jamais élue.

## Sources
- Le Maitron : Dictionnaire biographique du mouvement ouvrier et du mouvement social, notice de Claude Pennetier.

1. ↑  Claude Pennetier, « BERTRAND Mireille », dans épouse COMMARET, épouse LYONNET, Maitron/Editions de l'Atelier, 12 avril 2022 (lire en ligne)